# شي لن
شي لن مواليد 1957 (بالإنجليزية: Qi Lin)‏ هو عالم نبات صيني.